# 重喜
重喜（13世纪—1277年），蒙古束吕糺氏（散只兀氏），元朝将领。万户脱察剌的儿子。
重喜随父渡长江，攻破十字寨。1259年，在洋隘口作战，夺得南宋战船，被忽必烈嘉奖。父死后袭职。1262年，随从征讨李璮有功。次年，镇守莒州，1265年，奉命筑十字路城。1267年，跟随抄不花南征泗州北古城，援救蔡千户。1273年，修正阳城，1274年，在正阳大败宋军，1275年，跟随博罗欢击破涟海等城，又驻兵瓜洲，打败宋都统姜才的围攻，1276年，跟随阿术在泰州袭击李庭芝。1277年，因有战功，授为昭勇大将军。婺州路总管府达鲁花赤。未几，在军中去世。其子庆孙。

## 延伸阅读
[在维基数据编辑]
 《元史/卷133》，出自宋濂《元史》
 《新元史/卷152》，出自柯劭忞《新元史》